# 王偉民
王偉民（1956年—），台灣人，國立臺灣大學土木系畢業，曾擔任亞新工程顧問公司工程師。曾提出多項台灣公共工程有弊端的看法，其中較著名的包括：
- 樂生療養院保留[2][3]

- 貓纜工程弊案[4][5][6]

- 核二廠螺栓斷裂[7][8]

- 碧潭橋遷移[9][10]

- 反北投纜車[11]

- 反台南鐵路東移[12]

- 苑裡反風車[13][14]

率皆以工程專業為受害弱勢或公共利益發聲。

## 爭議
2009年5月21日，《壹週刊》第417期「貓纜爆集體舞弊」報導中皆引用王偉民說法，引發社會各界對前臺北市長馬英九、郝龍斌在貓纜工程興建過程中之重大缺失，甚或涉及舞弊之普遍疑慮。臺北市政府為了轉移新聞的焦點，遂於次（5/22）日宣稱將以違反技師法對壹週刊與王偉民提告，臺北市政府的主張概述於下：
|  | 臺北市政府秘書長楊錫安稱王偉民並無任何的專業證照，既非大地技師，也非結構技師，更非水土保持技師，卻未經查證，到處散播不實言論，危言聳聽，並曾多次以其自稱的專業，要求市府變更工程規劃事宜。已經涉嫌違反《技師法》第45條之規定，無技師資格而擅自執行技師業務，可處2年以下有期徒刑、拘役或併科罰金。台北市法規會主委葉慶元稱將委託律師對《壹週刊》及王提出民事訴訟，請求新臺幣一元的象徵性損害賠償，並要求《壹週刊》以相同篇幅、版面在週刊上，以及在各大報頭版刊登半版廣告澄清、公開道歉。 |

臺北市政府對王偉民的提告，意外引發了社會各界對王偉民的聲援，聲援者率皆認為「王偉民對市政發表自己看法監督市政，這是從事廣義之『設計行為』，而非從事技師法嚴格定義之「設計業務」，係屬憲法保障之言論自由範圍內。」聲援者的見解以發表於《建築人》期刊的說法最具有代表性且最完整，其論述節錄於下：
|  | 這位王姓工程師沒有技師執照，當然不能被政府單位、司法監察單位委託做鑑定人，不得從事技師的營業行為，但他要發表自己看法在非公權力的媒體上，都還在言論自由範圍之內！ 技師法裡所謂的「研究、分析、試驗、評價、鑑定」當然是指最嚴格的定義，指的是在公文書、政府文件、司法監察單位從事鑑定、施工圖說、施工計劃等等、並簽名負責。就像我們一般指稱的「建築設計」，需由具建築師資格且執業的建築師為之，就最嚴格的定義而言，「建築設計」指的是建築執照那一套圖。但廣義的建築設計，若僅止於對建築的看法，未涉及政府公文書，一般也認為屬於設計行為。 台北市政府用最寬鬆的定義去解釋技師法裡的執業範圍及「研究、分析、試驗、評價、鑑定」的定義，只能說台北市政府的法律顧問只會望文生義罷了。假設有一民眾，發現某橋橋墩基座淘空、橋面伸縮縫加大，車行過有異聲，震動過大（以上都不需要土木專業，肉眼常識應可判斷之事），於是向媒體舉發；然後橋樑主管機關說，這位爆料的民眾不具土木技師、結構技師資格，所以先辦他擅自執行技師業務…… 依現行「妨害名譽」刑法條文，幾乎只有在「全部都是捏造」的前提下才會被定罪與賠償。貓纜是公共議題，人人得以發表意見，甚至負面、厭惡的意見。除非這位王姓工程師發表的關鍵意見是他用Photoshop是自己偽造出來，攏係假e。你台北市政府的貓纜工程既然出了那麼大的錯，已是既成事實，……，面對各種質疑之處，你台北市政府只有解釋的份。 台北市政府反過來控告別人的質疑，這玩笑就開太大了。……，沒有建築師資格的人在本站發表「台北建成圓環設計施工有問題」的言論，大概也等著被台北市政府郝龍斌控告啦。 |

事後有關對於《壹週刊》與王偉民提告的開庭或和解，臺北市政府從未主動有新聞傳出，亦未見《壹週刊》有公開道歉舉措。
事實上，臺北市政府對王偉民的提告，在王偉民未及出庭之前，經參與連署學者交大教授劉俊秀出庭作證後，逕由地院予以駁回而早早結案。
臺北市政府對壹週刊的提告。在地院審理時，《壹週刊》答辯稱：
|  | 報導是引述曾出席行政院工程會的專業人士王偉民的說法，並出示台大教授蔡丁貴等7位學者專家簽署的連署書，證明文章所披露貓纜塔柱確有4個重大缺失，有相當可信的基礎，週刊已善盡查證」，獲法官認可，判決一塊錢都不必賠給北市府，也不必澄清，僅陳姓科長獲判賠名譽損失一塊錢。 |

雙方上訴後，高院於2012年7月判決陳姓科長及北市府均敗訴。該訴訟歷經地院、高院審理，最後以臺北市政府完敗告終。

## 作品
- 樂生之歌-1-遺棄[20]

- 樂生之歌-2-樂生籲天錄[21]

- 樂生之歌-3-夢土[22]

- 碧橋小品 - 碧潭吊橋二三事 1[23]

- 碧橋小品 - 碧潭吊橋二三事 2[24]

- 碧橋小品 - 碧潭吊橋二三事 3[25]

- 碧橋小品 - 碧潭吊橋二三事 4[26]

- 漫談輕便車(台車)、萬新鐵路與文山郡1[27]

- 漫談輕便車(台車)、萬新鐵路與文山郡2[28]

- 漫談輕便車(台車)、萬新鐵路與文山郡3[29]

- 漫談輕便車(台車)、萬新鐵路與文山郡4[30]

- 漫談輕便車(台車)、萬新鐵路與文山郡5[31]

- 漫談輕便車(台車)、萬新鐵路與文山郡6[32]

- 漫談輕便車(台車)、萬新鐵路與文山郡7[33]

- 漫談輕便車(台車)、萬新鐵路與文山郡8 附錄[34]